# Морозов, Дмитрий Евгеньевич
Дми́трий Евге́ньевич Моро́зов (род. 24 февраля 1974, Туапсе, Краснодарский край) — российский дзюдоист, участник Олимпийских игр. Мастер спорта России международного класса, Заслуженный тренер России.

## Карьера
На Олимпийских играх 2000 года в весовой категории до 90 килограмм выбыл в четвертьфинале в схватке с Адрианом Кроитору.
Бронзовый призёр чемпионата Европы 1998 года.
Чемпион и призёр первенств СССР и России среди юношей и юниоров, двукратный чемпион Европы среди юниоров, бронзовый призёр чемпионата мира среди юниоров, чемпион и бронзовый призёр чемпионатов России.
Главный тренер женской сборной России по дзюдо, Заслуженный тренер России.

## Образование
В 1998 году окончил Уральскую государственную академию физической культуры.

## Награды
- Орден Дружбы (12 октября 2022) — за вклад в развитие физической культуры и популяризацию отечественного спорта[4]